# Situl arheologic de la Lișcoteanca
Situl arheologic de la Lișcoteanca este un sit arheologic aflat pe teritoriul satului Lișcoteanca, comuna Bordei Verde. În Repertoriul Arheologic Național, monumentul apare cu codul 42959.01.
Ansamblul este format din patru monumente:
- Morminte pecenege (cod LMI BR-I-m-B-02056.01)
- Morminte sarmatice (cod LMI BR-I-m-B-02056.02)
- Așezare (cod LMI BR-I-m-B-02056.03)
- Așezare (cod LMI BR-I-m-B-02056.04)